# Шуоной
Шуоной (чечен. Шуоной) — чеченский тайп, входящий в тукхум Нохчмахкахой. Родовое село тайпа — Шуани в Ножай-Юртовском районе Чеченской Республики.

## Расселение
Расселены в населённых пунктах расположенных у рек Гумс и Мичик, на склонах Качкалыковского хребта, также проживают в станицах и сёлах Грозненского, Гудермесского, Ножай-Юртовского, Шелковского, Курчалоевского, Шалинского, Надтеречного районов. Шуанинцами основаны села: Шуани, Шуани (Новый Шуани), Азамат-Юрт, Гелдагана, Нойбёра, Кади-Юрт, Дубовская.
Шуоной широко расселились в плоскостных сёлах, особенно в бассейнах рек Бас и Хул-Хул.